# Maroc aux Jeux mondiaux de 2017
Cet article contient des informations sur la participation et les résultats du Maroc aux Jeux mondiaux de 2017 à Wrocław en Pologne.

## Médailles

### Or
| Sport             | Discipline              | Sportifs            |
| Médaille d'or : 1 |                         |                     |
| Ju-jitsu          | Hommes - Ne-waza +94 kg | Seif-Eddine Houmine |

### Argent
| Sport                                    | Discipline  | Sportifs     |
| Médaille d'argent : 0 (+1 démonstration) |             |              |
| Kick-boxing (dem.)                       | Femmes 60kg | Nabila Tabit |

### Bronze
| Sport                  | Discipline            | Sportifs            |
| Médaille de bronze : 1 |                       |                     |
| Ju-jitsu               | Hommes - Ne-waza Open | Seif-Eddine Houmine |